# Karel Kaers

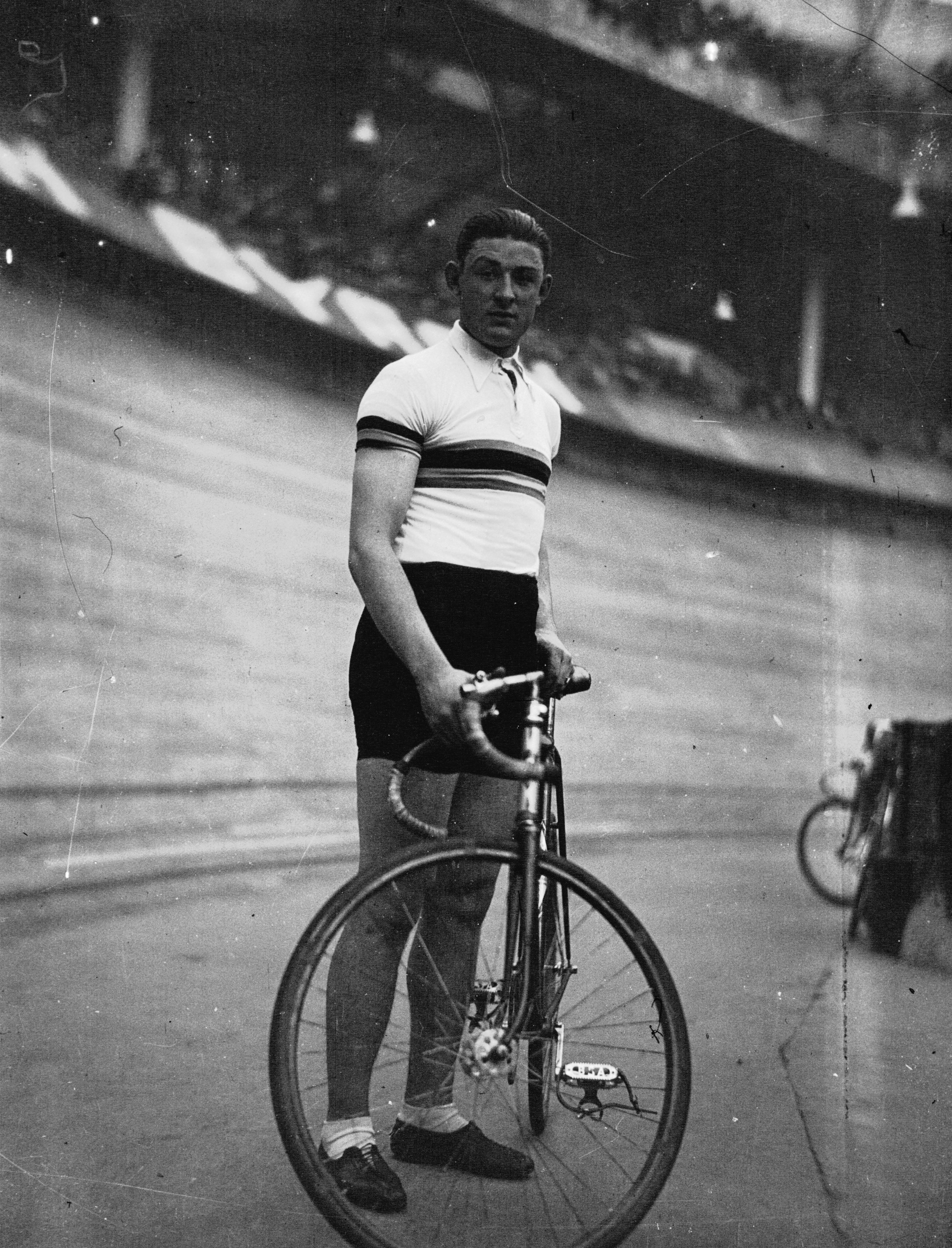
Karel Kaers (1934)

Karel Kaers (* 3. Juni 1914 in Vosselaar; † 20. Dezember 1972 in Antwerpen) war ein belgischer Radrennfahrer. Er galt als ausgesprochener Sprinter. 
Kaers wurde 1934 in Leipzig im Alter von 20 Jahren der bis heute (2011) jüngste Rad-Weltmeister. Er war Profi von 1933 bis 1948. In dieser Zeit feierte er insgesamt 46 Siege.

## Erfolge
1930
- Belgischer Junioren-Meister im Straßenrennen

1934
- Weltmeister im Straßenrennen

1935
- Acht van Chaam

1936
- Acht van Chaam

1937
- Belgischer Meister im Straßenrennen
- Nationale Sluitingsprijs
- Circuit de Paris

1938
- Acht van Chaam

1939
- Flandern-Rundfahrt

1941
- Omloop der Vlaamse Gewesten